# Liam Killeen
Liam Peter Killeen (nascido em 12 de abril de 1982) é um ciclista de cross-country profissional britânico.
Killeen defendeu as cores do Reino Unido em três edições dos Jogos Olímpicos (Atenas 2004, Pequim 2008 e Londres 2012). Seu melhor desempenho foi o quinto lugar na prova de cross-country, realizada nas Olimpíadas de Atenas, em 2004.
Killeen é cinco vezes campeão britânico na cross-country.
Ele competiu nos Jogos da Commonwealth de 2014, terminando em sexto lugar.
É atual membro da equipe taiwanesa Giant Factory Off-Road Team.